# Vilémov (district de Děčín)
Pour les articles homonymes, voir Vilémov.
Vilémov (en allemand : Wölmsdorf) est une commune du district de Děčín, dans la région d'Ústí nad Labem, en Tchéquie. Sa population s'élevait à 878 habitants en 2021.

## Géographie
Vilémov se trouve à 26 km au nord-nord-est de Děčín, à 42 km au nord-est d'Ústí nad Labem et à 103 km au nord de Prague.
La commune est limitée par Lipová au nord, par Velký Šenov à l'est, par Mikulášovice et l'Allemagne au sud, et par Dolní Poustevna à l'ouest.

## Histoire
La première mention écrite de la localité date de 1410, mais la fondation du village date probablement du XIIIe siècle.

## Administration
La commune se compose de deux quartiers :
- Dolina
- Vilémov

## Transports
Par la route, Vilémov se trouve  à 21 km de Rumburk, à 4 km de Děčín, à 64 km d'Ústí nad Labem et à 147 km de Prague.